# Charlie Brown (Two Man Sound)
Charlie Brown is een Portugeestalige single van de Belgische band Two Man Sound uit 1975.
Het is een cover van de gelijknamige single van de Braziliaanse zanger Benito di Paula, die het uitbracht in 1974
Het nummer verscheen op het album Danser uit 1982.
De B-kant van de single was het liedje Balaffon.